# Покрет за децентрализацију Србије
Покрет за децентрализацију Србије (ПОДЕС) је политички покрет у Србији. Основао ју је др Драган Милић у октобру 2024, након успеха који је постигао на локалним изборима у Нишу са својом групом грађана и преузимања власти у градској општини Медијана са остатком опозиције.

## Историјат
Др Драган Милић је у септембру 2024. најавио је формирање Покрета за децентрализацију Србије са намером како каже да окупи све локалне покрете и групе грађана у Србији како би учествовали на следећим парламентарним изборима.
Оливер Пауновић и Милена Вакић напустили су Групу грађана „Др Драган Милић“ због неслагања око прераста групе грађана у покрет.
Дана 2. октобра 2024. званично је основан ПОДЕС.
Дана 8. октобра 2024. ПОДЕС-у се прикључила Група грађана „Сви за једног, један за све“ из Лесковца.
Дана 21. децембра оформљен је одбор у ГО Палилули, а место председника припало је Драгану Красићу. Дана 22. децембра 2024. оформљен је одбор у ГО Медијани, а за председника изабран је професор Правног факултета у Нишу Предраг Цветковић.